# 國寶
國寶，亦即國家寶藏，这思想相像于民族史诗和国歌是一种浪漫式民族主义作品，启发于18世纪末和19世纪。民族主义是一种把民族作为社会中的一个基本单位的思想，民族包括共享的语言、价值观和文化。因此国宝属于共享的文化也列为民族主义的一部分。
文化资产可以被列为国宝，不管是物品还是非物品，如有熟练的班卓琴演奏家可以属于活国宝。国宝也可以是稀有的文化物品，如瑞士的中世纪手稿圣加伦设计图。东方国家如日本和韩国都把著名的文化资产、文物、景点、和建筑列为国宝。
国宝可以象征着国家价值。

## 各國國寶
- 中華民國國寶
- 日本國寶
- 大韩民国国宝
- 朝鲜民主主义人民共和国国宝
- 國家寶物 (越南)

## 著名国宝
全球有上千上万个国宝。此列表只是舉例：
- 人物
  - 1980年史密森尼学会宣布墨西哥裔吉他演奏家Lalo Guerrero（英语：Lalo Guerrero）为美国国宝。
  - 英國喜劇演員、作家、演員、導演史蒂芬·弗莱常常被視為國寶[1][2][3]
  - 在巴西國家足球隊赢得了1962年世界杯足球赛后，世界各地的球會都爭相开出高价意圖拉攏巴西球员贝利轉會，为了阻止他出国，時任總統雅尼奧·夸德羅斯簽署了法案，宣布他为国宝。
- 建築
  - 中國的北京故宮
  - 南韓的崇禮門
  - 日本的法隆寺
- 文物
  - 中國的清明上河图
  - 印度的仙女皇后号机车
  - 美国独立宣言
- 地理特征
  - 2001年的希腊宪法声明希腊海岸为国宝（参见帕特雷）
  - 組成美国国家公园系統的美國自然及文化資源被认为是国宝
- 音樂
  - 1997年美國國會圖書館將搖滾樂隊Grateful Dead的歌曲Truckin'（英语：Truckin'）列為美國國寶[4]
  - 美國總統朗奴·列根宣布安迪·威廉斯的聲線為國寶
- 動物
  - 中國的大熊貓
  - 美國的白頭海鵰